# Callerebia yasina
Callerebia yasina är en fjärilsart som beskrevs av Robert Christopher Tytler 1926. Callerebia yasina ingår i släktet Callerebia och familjen praktfjärilar. Inga underarter finns listade i Catalogue of Life.